# Punjai Thottakurichi
Punjai Thottakurichi é uma panchayat (vila) no distrito de Kapur, no estado indiano de Tamil Nadu.

## Demografia
Segundo o censo de 2001,  Punjai Thottakurichi  tinha uma população de 9589 habitantes. Os indivíduos do sexo masculino constituem 49% da população e os do sexo feminino 51%. Punjai Thottakurichi tem uma taxa de literacia de 63%, superior à média nacional de 59.5%: a literacia no sexo masculino é de 76% e no sexo feminino é de 50%. Em Punjai Thottakurichi, 9% da população está abaixo dos 6 anos de idade.